# STAR WARS：最後的絕地武士
《STAR WARS：最後的絕地武士》（英語：Star Wars: The Last Jedi），也通稱作《星際大戰八部曲：最後的絕地武士》（Star Wars: Episode VIII – The Last Jedi）是一部於2017年上映的史詩太空歌劇科幻片，為萊恩·尊遜執導和編劇。本片是《星際大戰》系列電影的第八部作品和2015年電影《STAR WARS：原力覺醒》的續集。電影由盧卡斯影業製作，華特迪士尼工作室電影負責發行。
除了黛西·蕾德莉、約翰·波耶加、奧斯卡·伊薩克、馬克·漢米爾、嘉莉·費雪、亞當·崔佛、安迪·瑟克斯、多姆納爾·格里森、露琵塔·尼詠歐、關朵琳·克莉絲蒂、安東尼·丹尼爾斯和彼得·梅修繼續回歸出演自己的角色外，本集還新加入了班尼西歐·狄奧·托羅、蘿拉·鄧恩以及凱莉·瑪麗·陳。電影於2015年9月14日在松林製片廠正式開拍。
該片定於2017年12月15日在美國上映。2017年1月23日，盧卡斯影業宣布本集副標題為「The Last Jedi」。
2018年1月16日，正式以總票房12.64億美元，超越《美女與野獸》，成為2017年在北美票房與全球票房最高的電影，在全球票房排名第15名（不考慮通貨膨脹）。

## 劇情
自從新共和國所在的霍斯尼亞星系被第一軍團所屬的弒星者基地開砲摧毀後，第一軍團隨即控制住各大重點星系，而抵抗勢力所駐守的星球也被軍團追蹤到。當第一軍團派出無畏艦等多數鈦戰機隊來到抵抗勢力星球時，由波·戴姆倫率領的X翼戰機隊伍等一系列轟炸機來和無畏艦抗衡，為莉亞·歐嘉納將軍與其他抵抗勢力爭取到足夠時間撤離至拉杜斯號星艦上。在一番驚險的空中纏鬥中，最後一架轟炸機成功摧毀無畏號，讓抵抗勢力全體星艦共同用星際跳躍逃亡至遠程星域。然而，第一軍團最高領導人史諾克命令赫斯將軍使用其旗艦至上號的新式光速航跡追蹤技術，持續追擊抵抗勢力艦隊，由凱羅·忍率領的鈦戰機隊炸毀莉亞所在的拉杜斯號艦橋，阿克巴上將等多數官員全部犧牲。莉亞原本被炸出飞船，但冥冥之中通過原力而飛回到艦船裡，但也陷入重度昏迷，艾米琳·何朵中將從此接替領導職位。
與此同時，芮協同著丘巴卡和R2-D2搭乘千年鷹號來到阿奇托星的一座擁有上千世代歷史的絕地遺跡小島上，見到隱居在此數十年的絕地大師路克·天行者。但路克基於造就班·索羅變成凱羅·忍的愧疚而心灰意冷，如今得知老友韓·索羅已死後，決定要讓絕地武士從此絕跡。R2蘇醒並放出三十多年前莉亞第一次向歐比旺·肯諾比求救的影片，這段錄像讓生長於沙漠中的路克踏上傳奇之路。路克因此被喚回初衷，才讓他決定暫時幫忙、訓練芮如何運用原力。途中，芮找到並進入一個充滿黑暗面原力的洞穴，希望能用原力去解開她困擾已久的身世之謎，但最終還是沒有找到答案。
在路克不注意的情況下，芮不知什麼原因而以原力方式和凱羅發生多次「連結」，兩個敵人從彼此產生怨恨後開始慢慢轉為平和，自從聽完凱羅的供述後，芮找路克對峙時才得知路克當年深感外甥班·索羅心中滋長黑暗，在恐懼驅使之下一度欲殺害班。儘管他最後沒有痛下殺手，但因為舉動被班所目睹，讓班經此變故後一夜間徹底墮落至黑暗面成為凱羅·忍。芮由此認為唯有將班引領回光明才是擊敗史諾克的唯一勝算，便不再試圖勸導固執的路克，而與丘巴卡駕駛千年鷹號啟程離開星球去見凱羅·忍。對此絕望的路克剛想燒毀島上的絕地遺跡，但尤達以絕地英靈的型態再次現身，並召喚原力閃電燒毀遺跡，最後教誨路克不應以凱羅·忍的慘痛經驗而放棄芮，並希望路克能從失敗中學習。
第一軍團的持續追擊讓抵抗勢力幾近全軍覆沒，在無路可走之下，恢復清醒的芬恩與他新認識的作業員蘿絲·緹克偷偷前往賭場星球坎托灣上，尋找瑪茲·卡娜塔提及過的解碼高手，計劃潛入至上號關閉光速追蹤系統。但他們倆因為非法停泊飛船而遭關押，途中認識一位同樣精通解碼的神秘人物DJ，三人得到BB-8的幫助下逃獄並偷用一艘軍火販的艦船返程潛入至上號，但他們還沒來得及動手就被法斯瑪隊長帶人抓獲，只有BB-8趁機逃跑。在拉杜斯號燃油耗盡之際，波得知何朵中將正在安排小型艦艇撤離工作，誤以為她這是膽小之舉而帶人發動兵變。而莉亞及時清醒制伏波，將他和所有反抗軍成員送上小型艦艇秘密撤離至最近的星球上，只有何朵中將選擇留下來掌舵等到撤離完成，並用拉杜斯號僅存的燃油實施最後一次星際跳躍。
芮來到至上號見到凱羅，試圖利用凱羅內心的正邪矛盾來勸說他回頭，但當芮被帶去見史諾克時，史諾克揭露是他將芮和凱羅的精神連結在一起，目的是為了引誘芮來此、得知路克的下落並徹底摧毀絕地武士。史諾克命令凱羅殺死芮時，卻被發現自身僅為工具而憤恨的凱羅暗用史諾克放在身旁的安納金光劍將其腰斬，并和芮合作殺死所有紅色禁衛軍。但戰後，凱羅表示他這麼做是為了葬送舊時代的“遺產”，並希望芮能加入他一起統治由他規劃的銀河系「完美秩序」。芮在猶豫不決之下還是拒絕凱羅，兩人相鬥之下路克的光劍也被斬斷。DJ為保命而對第一軍團洩露抵抗勢力的撤離安排，使他們開始一個一個擊毀抵抗勢力的撤離艦艇。何朵中將犧牲自己用星際跳躍達至光速，撞擊重創至上號，讓芬恩、蘿絲和BB-8趁亂逃跑，途中打敗法斯瑪隊長使她墜入火海裡。
所有僅存的抵抗勢力撤離至採礦行星克瑞特星的反抗軍同盟棄置基地裡，凱羅自封最高領導人並帶領第一軍團攻打基地。波、芬恩和蘿絲在內的戰士駕駛著救戰機準備阻止第一軍團的火炮時，芬恩原本準備用自殺式攻擊，直到被蘿絲用撞擊阻止，而火炮也貫穿基地防禦大門。莉亞眼見希望全部落空之際，路克卻突然出現在她面前，他獨自走入敵人炮火中卻毫髮無損並向凱羅挑戰。滿腔怒火的凱羅上前迎戰時卻發現路克不是實體，只是當時依然守在阿奇托星上的路克用原力所投射的幻影，路克最後對凱羅交代他不是最後的絕地武士後消失無蹤。
芮趕到並用原力救出所有困在洞裡的抵抗勢力成員，和久別的芬恩相擁後集體搭上千年鷹號撤離星球，讓凱羅等第一軍團再次圍捕失敗。路克這次壯舉耗盡他身體裡的原力，望著眼前與家鄉塔图因相同的火紅雙夕陽，無怨無悔地幻化成絕地英靈離世。芮和莉亞雙雙感覺到路克過世，而莉亞決定去尋找藏於銀河系各處的其餘抵抗勢力來繼續反抗。在坎托灣，路克等絕地武士的傳奇故事很快就傳到一群小孩的口中，而一名曾經被蘿絲贈予抵抗勢力戒指，且會用原力隔空移物的小男孩，開始對銀河系露出希望的神情。

## 演員
- 馬克·漢米爾 飾 路克·天行者（Luke Skywalker），強大的絕地大師，在阿奇托星上自我放逐長達數十年。
- 嘉莉·費雪 飾 莉亞·歐嘉納將軍（General Leia Organa），抵抗勢力的將軍。
- 亞當·崔佛 飾 凱羅·忍（Kylo Ren）， 曾接受路克·天行者的訓練而後墮落至黑暗面成為史諾克的徒弟。渴望如同黑武士一樣強大的新一代忍武士，為韓·索羅的兒子、路克的外甥和前徒弟。
- 黛西·蕾德莉 飾 芮（Rey），在沙漠行星賈庫獨自生活的拾荒者，擁有著與生俱來的強大原力。
- 約翰·波耶加 飾 芬恩（Finn），前第一軍團風暴兵，棄暗投明並叛逃軍團後加入抵抗勢力，並與芮成為好友。
- 奧斯卡·伊薩克 飾 波·戴姆倫（Poe Dameron），抵抗勢力的王牌X翼戰機駕駛員。
- 安迪·瑟克斯 飾 最高領導人史諾克（Supreme Leader Snoke），第一軍團的最高領袖，凱羅·忍的主人。
- 露琵塔·尼詠歐 飾 瑪茲·卡娜塔（Maz Kanata），有經驗的星際海盜兼走私客的頭領，韓·索羅的舊識。
- 多姆納爾·格里森 飾 赫斯將軍（General Hux），第一軍團總指揮，弒星者基地的前負責人。
- 安東尼·丹尼爾斯 飾 C-3PO，效忠於莉亞將軍的人形禮儀機器人。
- 關朵琳·克莉絲蒂 飾 法斯瑪隊長（Captain Phasma），第一軍團領隊，芬恩的前上司。
- 凱莉·瑪麗·陳 飾 蘿絲·緹克（Rose Tico）[2]，抵抗勢力低層作業員，佩姬的妹妹，芬恩逃亡時認識的新伙伴。
- 吴青芸 飾 佩姬·緹克（Paige Tico），蘿絲的姐姐，勇敢的轟炸機投彈手，在無畏艦戰役中抵抗到最後英勇犧牲[9]。
- 蘿拉·鄧恩 飾 艾米琳·何朵中將（Vice Admiral Amilyn Holdo）[2]：抵抗勢力中將，莉亞昏迷不醒、抵抗勢力高層被一掃而空後，按照軍規接掌抵抗勢力指揮權的女將軍。
- 班尼西歐·狄奧·托羅 飾 DJ[2][10]，向芬恩與蘿絲毛遂自薦的解碼高手。
- 法蘭克·歐茲 飾 尤達 ，絕地大師、絕地英靈，開導了自我放逐的路克。
- 比莉·盧德 飾 凱朵·科·康妮克斯中尉（英语：Lieutenant Connix）（Lieutenant Kaydel Ko Connix）[11] ，抵抗勢力中尉，在波的命令下協助掩蓋芬恩與蘿絲兩人的秘密任務並參與波對何朵中將的奪權行動。

其他演員包括彼得·梅修與喬納斯·蘇歐塔摩飾演丘巴卡（Chewbacca／Chewie），韓·索羅的前搭檔。麥克·昆恩飾演抵抗勢力戰機駕駛員尼恩·諾，提摩西·M·羅斯飾演抵抗勢力成員阿克巴上將，賽門·佩吉繼續飾演賈庫的回收場主人昂卡·普魯特（Unkar Plutt）。吉米·巍飾演R2-D2。蓋瑞·巴洛和《星際大戰外傳：俠盜一號》導演蓋瑞斯·愛德華亦客串演出電影。喬瑟夫·高登-李維聲音客串角色（Slowen Lo） 。瓦威克·戴維斯和諾亞·塞根以未知的角色出演電影。賈斯汀·塞洛克斯飾演解碼大師（Master Codebreaker）。劍橋公爵威廉王子、哈里王子和湯姆·哈迪客串演出風暴兵，但兩個王子在正片中的鏡頭皆被刪減。

## 制作

### 选角

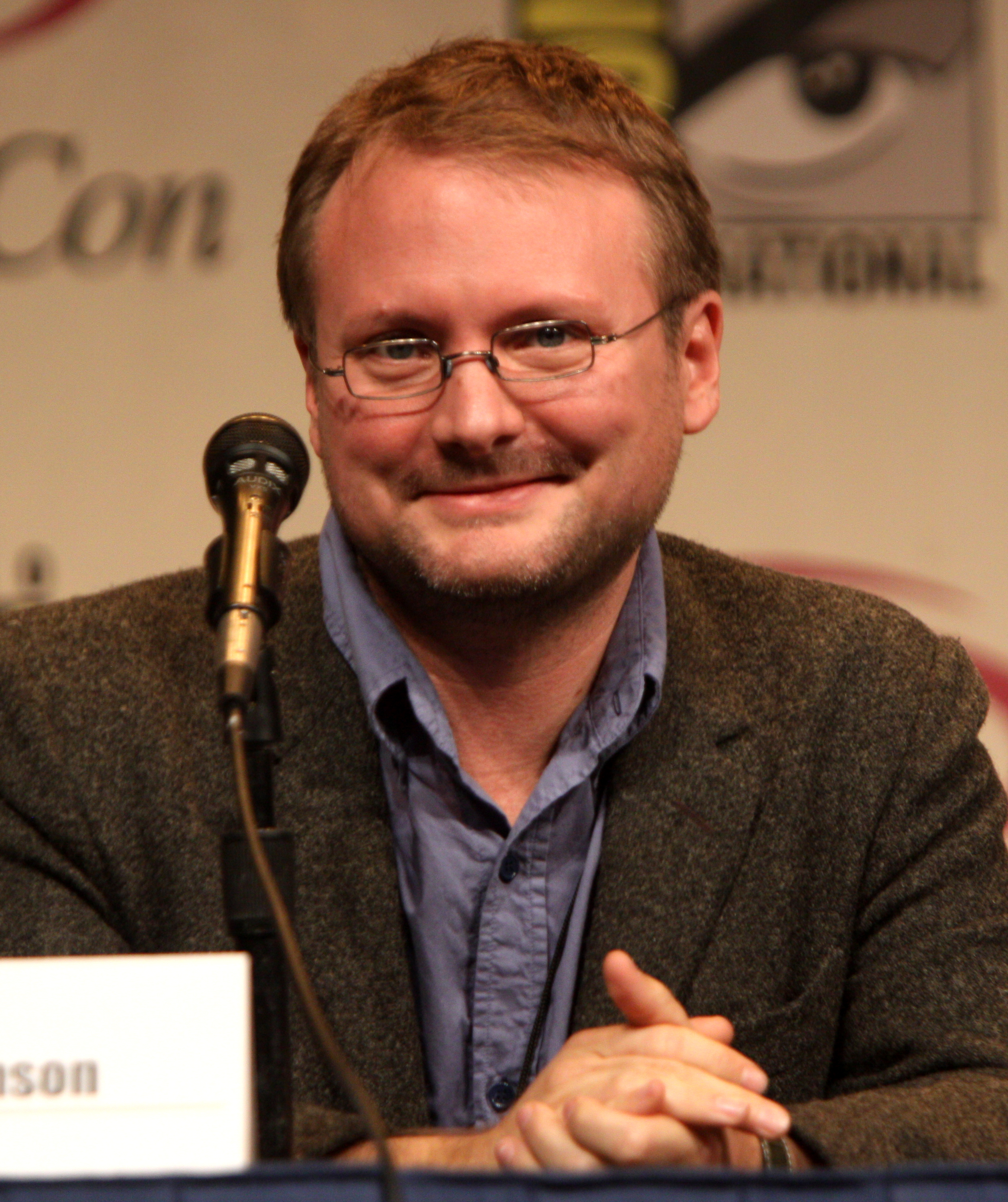
编剧兼导演莱恩·约翰逊。

2012年10月，《星球大战》缔造者乔治·卢卡斯把手上的制片公司卢卡斯影业连带星際大戰版权卖给了华特迪士尼公司。迪士尼宣布启动《星球大战后传三部曲》。2013年1月，J·J·艾布斯被提名为新三部曲首部曲《STAR WARS：原力覺醒》导演。2014年6月，导演莱恩·约翰逊据报正为暂定名《第八部》（Episode VIII）的续集的编剧和导演工作进行谈判，并为第三部作品《九部曲》写了剧本小样，兰姆·伯格曼监制两部作品。2014年8月，约翰证实执导《第八部》 。
剧情起于《原力觉醒》结束后没多久。在构思概念时，为获取灵感，编剧团队特意参考了《晴空血战史》、《桂河大桥》、《古庙战茄声》、《武林三杀手》、《撒哈拉》和《未寄出的信》。他认为在《原力觉醒》已经结束的前提下创作影片很艰难。
2015年12月，卢卡斯影业主席凱斯琳·甘迺迪表示“我们还没有描绘出（续集三部曲）的所有小细节”。她表示艾布拉姆斯和约翰逊合作，约翰逊接着和《第九部》的（时任）导演柯林·特雷沃羅合作，确保平稳过渡。艾布拉姆斯和杰森·麦克加特林（Jason McGatlin）和汤姆·卡诺伍斯基（Tom Karnowski）一道担任执行制片人。2017年1月23日，卢卡斯宣布电影定名《星球大战：最后的绝地武士》。

### 摄制
考虑到选在其他时候去取景地拍摄有困难，第二单元摄影于2015年9月14日在爱尔兰岛的斯凯利格·迈克尔岛启动，预计持续四天，但由于天气恶劣，环境欠佳，摄制在第一天就被取消。2014年11月，松林制片厂首席执行官伊万·邓利维（Ivan Dunleavy）确认影片会在松林拍摄。影片还在墨西哥取景。2015年9月，德尔·托罗透露主体摄影将于2016年3月启动，后来肯尼迪改口称启动日期是1月。2015年11月15日，制片工作在松林制片厂007舞台启动。瑞克·海因里奇担任布景师。
由于剧本重写，《第八部》的制作延迟到2016年2月。此外，碰上之后到来的电影电视制片人联盟和广播、娱乐、电影和剧院联盟罢工，摄制有会进一步延迟的危险。2016年2月10日，迪士尼总裁羅伯特·艾格确认主体摄影已经启动，创作名称《Space Bear》。2016年3月9日到16日，额外拍摄在克罗地亚杜布羅夫尼克进行，5月转到爱尔兰。多尼戈爾郡马林角和凱里郡的一处山岬西比尔角（Ceann Sibeal）也是取景地。Crait星的战斗场景于2016年7月在玻利維亞的烏尤尼鹽沼鹽盤取景。
2016年7月22日，主体摄影杀青。然而2016年9月，露皮塔·尼永奥不在拍摄她的戏份。2017年2月，据宣布影片采用IMAX格式拍摄。制作设计瑞克·海因里奇表示，最初的剧本需要160个场景，是预期的两倍，但约翰逊做了一些“修剪和切割”后，最终在松林的14个片場系統搭了125套景。
生物设计尼尔·斯坎南表示，《最后的绝地武士》采用了《星球大战》电影史上最多的实拍效果，实拍了180种到200种生物，其中部分在最终剪辑中被剪去。以原力在片中亮相的尤達，参考《星球大战》原版三部曲，利用木偶创造。
片中的坎托海岸参考了1985年特里·吉列姆电影《妙想天开》。

### 音乐
2013年7月，肯尼迪在星战庆典宣布約翰·威廉斯将回归，为新三部曲配乐。2016年8月，威廉斯在坦格尔伍德音乐会上确认为《最后的绝地武士》配乐，表示他会在2016年12月开始“不时地”录制配乐，直到2017年3月或4月。2017年2月21日，经确认录音正在进行中，威廉斯和威廉·罗斯指挥乐队
官方原声带专辑由华特迪士尼唱片在2017年12月15日以封套CD、數位格式和串流媒体形式发行。

## 發行
2015年1月，迪士尼的CEO鮑勃·伊格爾表示，第八集將於2017年發行。同年3月，迪士尼宣布上映日期為2017年5月26日。2016年1月才被推遲到2017年12月15日。

### 評價
本片的專業與觀眾影評間評價呈現兩極分化。
在電影評價网站烂番茄上，《STAR WARS：最後的絕地武士》基于482篇專業影评拥有91%的新鲜度，平均评分为8.1/10，該網站共識 : 「《STAR WARS：最後的絕地武士》榮譽傳奇的豐富遺產，同時增加一些令人驚訝的轉折 - 並提供所有情感豐富的動作粉絲可能希望」；10萬名以上的觀眾投票則只給出42%的爛爆米花度，平均得分為2.6/5。
在Metacritic上，根据56位影评人，该影片获得的加权平均分为满分100分下的84分，代表“普遍好评”；9925名觀眾則只給出4.1/10的差評分數。
被CinemaScore调查的观众在从A+到F的分级下给电影打出了"A"的平均分，而ComScore报告观众给出了89%的整体认可分，同时79%表示绝对推荐。由SurveyMonkey在首映4日内针对美国成年人进行的观众民调显示，在所有表示观看过电影的受访者中，89%说他们“爱”或“喜欢”它。

### 票房
北美方面，最終票房為6.2億美元。
台灣方面，首週五天票房為新台幣5412萬元；次週票房累計至新台幣8504萬元；第三週票房累計至新台幣9835萬元；第四週票房累計至新台幣1.03億元；最終全台票房為新台幣1.06億元。
| 上一届： 《可可夜總會》     | 2017年美國週末票房冠軍 第50-52週 | 下一届： 《野蠻遊戲：瘋狂叢林》 |
| 上一届： 《東方快車謀殺案》 | 2017年台北週末票房冠軍 第50週    | 下一届： 《與神同行》           |
| 上一届： 《東方快車謀殺案》 | 2017年香港一週票房冠軍 第50-51週 | 下一届： 《野蠻遊戲：瘋狂叢林》 |

## 續集
後傳三部曲的最後一集《STAR WARS：天行者的崛起》定於2019年12月20日在美國上映。原定由柯林·崔佛洛執導，萊恩·尊遜編劇。2017年9月，迪士尼方面宣布崔佛洛已退出第九部《星際大戰》電影的製作。稍后卢卡斯影业确定由系列第七部的导演J·J·艾布拉姆斯执导第九部《星球大战》电影。

## 外部連結
- 互联网电影数据库（IMDb）上《STAR WARS：最後的絕地武士》的资料（英文）
- AllMovie上《STAR WARS：最後的絕地武士》的资料（英文）
- 爛番茄上《STAR WARS：最後的絕地武士》的資料（英文）
- Box Office Mojo上《STAR WARS：最後的絕地武士》的資料（英文）
- Metacritic上《STAR WARS：最後的絕地武士》的資料（英文）
- 開眼電影網上《STAR WARS：最後的絕地武士》的資料（繁體中文）
- Yahoo奇摩電影上《STAR WARS：最後的絕地武士》的資料（繁體中文）
- 雅虎香港電影上《STAR WARS：最後的絕地武士》的資料（繁體中文）
- 时光网上《STAR WARS：最後的絕地武士》的資料（简体中文）
- 豆瓣电影上《STAR WARS：最後的絕地武士》的資料 （简体中文）